# Copa Espírito Santo de Futebol de 2017
A Copa Espírito Santo de 2017 foi a 15ª edição do segundo torneio mais importante do estado do Espírito Santo. Com início em 29 de julho e término em 14 de outubro com a participação de nove equipes.
Atlético Itapemirim conquista o título pela primeira vez em sua história e a vaga na Copa Verde de 2018, além de ser o primeiro clube a vencer o Campeonato Capixaba e a Copa Espírito Santo no mesmo ano. O vice-campeão, Espírito Santo, garante vaga na Série D do Brasileiro de 2018.

## Regulamento
Na Primeira Fase, as nove equipes estão divididas em dois grupos: o Grupo A com quatro times e o Grupo B com cinco times. As equipes jogam em turno e returno dentro de cada grupo. Os dois melhores colocados de cada grupo disputarão as Semifinais, que serão disputadas em partidas de ida e volta. Os vencedores das Semifinais decidem o título também em partidas de ida e volta. O campeão garante vaga no Série D do Brasileiro de 2018 e na Copa Verde de 2018. Apenas os participantes da Série A do Capixabão de 2017 estão aptos à vaga na Série D do Brasileiro.

### Critérios de desempate
Os critérios de desempate serão aplicados na seguinte ordem para cada fase:
Primeira Fase
1. Maior número de vitórias
2. Maior saldo de gols
3. Maior número de gols pró (marcados)
4. Confronto direto
5. Menor número de cartões vermelhos
6. Menor número de cartões amarelos
7. Sorteio

Semifinais
1. Maior saldo de gols nos dois jogos
2. Melhor classificação na Primeira Fase

Finais
1. Cobrança de pênaltis

## Participantes
| Clube                  | Cidade       | Temporada 2016 | Estádio               | Capacidade | Títulos (último) |
| ---------------------- | ------------ | -------------- | --------------------- | ---------- | ---------------- |
| Atlético Itapemirim    | Itapemirim   | 4º Colocado    | José Olívio Soares    | 1 000      | 0 (não possui)   |
| Desportiva Ferroviária | Cariacica    | 5º Colocado    | Engenheiro Araripe    | 7 700      | 2 (2012)         |
| Espírito Santo         | Vitória      | Vice-campeão   | Kleber Andrade[a]     | 21 000     | 1 (2015)         |
| Linhares               | Linhares     | 10º Colocado   | Sernamby[b]           | 4 500      | 0 (não possui)   |
| Real Noroeste          | Águia Branca | 6º Colocado    | José Olímpio da Rocha | 3 200      | 3 (2014)         |
| Rio Branco-ES          | Vitória      | Campeão        | Kleber Andrade[a]     | 21 000     | 1 (2016)         |
| Serra                  | Serra        | 7º Colocado    | Robertão              | 2 000      | 0 (não possui)   |
| Sport Linharense       | Linhares     | 8º Colocado    | Sernamby[b]           | 4 500      | 0 (não possui)   |
| Vitória-ES             | Vitória      | 3º Colocado    | Salvador Costa        | 3 000      | 2 (2010)         |

Obs.:

- a. ^  O Espírito Santo e o Rio Branco-ES mandaram seus jogos no Estádio Kleber Andrade, em Cariacica.
- b. ^  O Linhares e Sport Linharense mandaram seus jogos no Estádio Sernamby, em São Mateus.

## Primeira Fase

### Grupo A
| Pos | Times          | Pts | J | V | E | D | GP | GC | SG | %    | M       | Classificação ou rebaixamento |
| --- | -------------- | --- | - | - | - | - | -- | -- | -- | ---- | ------- | ----------------------------- |
| 1   | Rio Branco-ES  | 14  | 6 | 4 | 2 | 0 | 9  | 3  | 6  | 77,8 | Estável | Classificado às Semifinais    |
| 2   | Espírito Santo | 13  | 6 | 4 | 1 | 1 | 8  | 3  | 5  | 72,2 | Estável | Classificado às Semifinais    |
| 3   | Real Noroeste  | 3   | 6 | 0 | 3 | 3 | 5  | 9  | -4 | 16,7 | Estável |                               |
| 4   | Serra          | 2   | 6 | 0 | 2 | 4 | 2  | 9  | -7 | 11,1 | Estável |                               |

### Grupo B
| Pos | Times                  | Pts | J | V | E | D | GP | GC | SG  | %    | M       | Classificação ou rebaixamento |
| --- | ---------------------- | --- | - | - | - | - | -- | -- | --- | ---- | ------- | ----------------------------- |
| 1   | Desportiva Ferroviária | 19  | 8 | 6 | 1 | 1 | 25 | 9  | 16  | 79,2 | Estável | Classificado às Semifinais    |
| 2   | Atlético Itapemirim    | 16  | 8 | 5 | 1 | 2 | 14 | 7  | 7   | 66,7 | Estável | Classificado às Semifinais    |
| 3   | Vitória-ES             | 16  | 8 | 5 | 1 | 2 | 14 | 9  | 5   | 66,7 | Estável |                               |
| 4   | Sport Linharense       | 4   | 8 | 1 | 1 | 6 | 9  | 20 | -11 | 16,7 | Estável |                               |
| 5   | Linhares               | 3   | 8 | 1 | 0 | 7 | 5  | 22 | -17 | 12,5 | Estável |                               |

## Semifinais
Jogos de ida
| Sábado, 23 de setembro | Atlético Itapemirim | 1 – 0     | Rio Branco-ES | Estádio José Olívio Soares, Itapemirim                      |
| 15:00                  | Marcos Felipe 53'   | Relatório |               | Público: 600 Renda: R$ 7.330,00 Árbitro: ES Rudimar Goltara |

| Atlético-ES | Rio Branco |

| Sábado, 23 de setembro | Espírito Santo               | 2 – 1     | Desportiva Ferroviária | Estádio Kleber Andrade, Cariacica                           |
| 15:00                  | Ranieri 71' · Zé Gatinha 85' | Relatório | 51' Diego Neves        | Público: 837 Renda: R$ 12.885,00 Árbitro: ES Felipe Varejão |

| Espírito Santo | Desportiva |

Jogos de volta
| Domingo, 1 de outubro | Rio Branco-ES | 0 – 1     | Atlético Itapemirim | Estádio Kleber Andrade, Cariacica                                       |
| 11:00                 |               | Relatório | 90+1' Kaio          | Público: 1 149 Renda: R$ 14.120,00 Árbitro: ES José Wellington Bandeira |

| Rio Branco | Atlético-ES |

| Sábado, 30 de setembro | Desportiva Ferroviária | 1 – 1     | Espírito Santo | Estádio Engenheiro Araripe, Cariacica                             |
| 15:00                  | David 45+1'            | Relatório | 24' Vitinho    | Público: 1 212 Renda: R$ 18.720,00 Árbitro: ES Devarly do Rosário |

| Desportiva | Espírito Santo |

## Finais
Jogo de ida
| Sábado, 7 de outubro | Espírito Santo | 0 – 0     | Atlético Itapemirim | Estádio Kleber Andrade, Cariacica                                    |
| 15:00                |                | Relatório |                     | Público: 550 Renda: R$ 6.315,00 Árbitro: ES José Wellington Bandeira |

| Espírito Santo | Atlético-ES |

Jogo de volta
| Sábado, 14 de outubro | Atlético Itapemirim | 1 – 1     | Espírito Santo | Estádio Sumaré, Cachoeiro de Itapemirim                        |
| 15:00                 | Geraldo 89'         | Relatório | 90+1' Makelele | Público: 1 579 Renda: R$ 16.850,00 Árbitro: ES Rudimar Goltara |

|                                                 |       | Penalidades                                 |  |
| Juninho Rodolfo Rhayne Chiquinho Wagner Carioca | 5 – 3 | Makelele Serrano Ranieri Matheus do Rosário |  |

| Atlético-ES | Espírito Santo |

## Premiação
| Copa Espírito Santo de 2017             |
| Itapemirim                              |
| --------------------------------------- |
| Atlético Itapemirim Campeão (1º título) |

## Artilharia
| Gols | Jogador      | Time                   |
| ---- | ------------ | ---------------------- |
| 7    | Edinho       | Desportiva Ferroviária |
| 5    | Diego Neves  | Desportiva Ferroviária |
| 4    | Chiquinho    | Atlético Itapemirim    |
| 4    | Hércules     | Vitória-ES             |
| 4    | Carlos Vitor | Vitória-ES             |

- Fonte[8]